# تييري لوران
تييري لوران (بالفرنسية: Thierry Laurent)‏ ولد بتاريخ 13 سبتمبر 1966 في فرنسا، هو دراج فرنسي سابق في صنف سباق الدراجات على الطريق.

## روابط خارجية
- تييري لوران على موقع أرشيف الدراجات (الإنجليزية)
- تييري لوران على موقع إحصائيات الدراجات الإحترافية (الإنجليزية)
- تييري لوران على موقع CycleBase (الإنجليزية)
- تييري لوران على موقع أوليمبيديا (الإنجليزية)